# 1973-as Roland Garros
Az 1973-as Roland Garros az év második Grand Slam-tornája, a Roland Garros 72. kiadása volt, amelyet május 21–június 3. között rendeztek Párizsban. A férfiaknál a román Ilie Năstase, a nőknél az ausztrál Margaret Court nyert.

## Döntők

### Férfi egyes
Ilie Năstase -  Nikola Pilić 6-3, 6-3, 6-0

### Női egyes
Margaret Court -  Chris Evert 6-7, 7-6, 6-4

### Férfi páros
John Newcombe /  Tom Okker -  Jimmy Connors /  Ilie Năstase 6-1, 3-6, 6-3, 5-7, 6-4

### Női páros
Margaret Court /  Virginia Wade -  Françoise Durr /  Betty Stöve 6-2, 6-3

### Vegyes páros
Françoise Durr /  Jean Claude Barclay -  Betty Stöve /   Patrice Dominguez 6-1, 6-4